# Little Mongeham
Little Mongeham est un village du Kent, en Angleterre.